# The Sound of Girls Aloud
The Sound of Girls Aloud è la prima raccolta di canzoni di successo del gruppo musicale pop britannico Girls Aloud, pubblicata il 30 ottobre 2006 dalla Fascination dopo quattro anni di attività del gruppo durante i quali hanno inciso ben tre dischi di inediti.
Il titolo dell'album prende spunto dal primo album del gruppo e dall'omonimo singolo di debutto: Sound of the Underground.

## Contesto
L'album è stato pubblicato il 30 ottobre 2006, meno di un anno dopo l'uscita del precedente album Chemistry, il terzo registrato in studio dal gruppo.
È stato anticipato, una settimana prima dalla pubblicazione, dal singolo Something Kinda Ooooh, primo di tre inediti inseriti nel disco. Gli altri inediti sono I Think We're Alone Now, cover dell'omonima canzone di Tommy James & the Shondells pubblicata originariamente nel 1967 e già reinterpretata con successo da Tiffany nel 1987, pubblicata come secondo e ultimo singolo dalla raccolta, e Money.
I due singoli hanno avuto ottimi riscontri in classifica; Something Kinda Ooooh ha infatti raggiunto la terza posizione in Gran Bretagna e I Think We're Alone Now la quarta. Il vero successo lo riscosse però il disco, che raggiunse la prima posizione della classifica britannica, obiettivo non raggiunto dai precedenti dischi del gruppo.
L'album includeva tutti i singoli pubblicati dal gruppo musicale a partire dalla sua formazione, avvenuta nel 2002, e ne è stata pubblicata anche una versione in edizione limitata che conteneva canzoni non pubblicate, demo e altro materiale inedito.

## Tracce
Standard Edition. (Fascination / FASC017 (UK)
1. Sound of the Underground – 3:41 (Miranda Cooper, Brian Higgins, Niara Scarlett, Xenomania)
2. Love Machine – 3:25 (Miranda Cooper, Brian Higgins, Tim Powell, Nick Coler, Lisa Cowling, Myra Boyle, Shawn Lee)
3. Biology – 3:35 (Miranda Cooper, Brian Higgins, Tim Powell, Lisa Cowling, Giselle Sommerville)
4. No Good Advice – 3:48 (Miranda Cooper, Brian Higgins, Nick Coler, Lisa Cowling, Lene Nystrøm, Xenomania)
5. I'll Stand by You – 3:43 (Chrissie Hynde, Tom Kelly, Billy Steinberg)
6. Jump – 3:39 (Steve Mitchell, Marti Sharron, Gary Skardina)
7. The Show – 3:36 (Miranda Cooper, Brian Higgins, Tim Powell, Lisa Cowling, Jon Shave, Xenomania)
8. See the Day – 4:04 (Dee C. Lee)
9. Wake Me Up – 3:27 (Miranda Cooper, Brian Higgins, Tim Powell, Lisa Cowling, Shawn Lee, Paul Woods, Yusra Maru'e)
10. Life Got Cold – 3:57 (Miranda Cooper, Brian Higgins, Nick Coler, Lisa Cowling, Xenomania, Noel Gallagher)
11. Something Kinda Ooooh – 3:22 (Miranda Cooper, Brian Higgins, Tim Powell, Nick Coler, Giselle Sommerville, Jody Lei)
12. Whole Lotta History – 3:47 (Miranda Cooper, Brian Higgins, Giselle Sommerville, Myra Boyle, Shawn Lee, Tim "Rolf" Larcombe, Xenomania)
13. Long Hot Summer – 3:52 (Miranda Cooper, Brian Higgins, Giselle Sommerville, Myra Boyle, Shawn Lee, Tim "Rolf" Larcombe)
14. Money – 4:13 (Miranda Cooper, Brian Higgins, Tim Powell, Nick Coler, Lisa Cowling)
15. I Think We're Alone Now – 3:18 (Ritchie Cordell)

Limited Edition Bonus Disc (Fascination / FASC010 (UK)
1. No Good Advice – 3:48 (Miranda Cooper, Brian Higgins, Nick Coler, Lisa Cowling, Lene Nystrøm, Xenomania) – (Previously Unreleased Parental Advisory Version)
2. Wake Me Up – 3:27 (Miranda Cooper, Brian Higgins, Tim Powell, Lisa Cowling, Shawn Lee, Paul Woods, Yusra Maru'e) – (Previously Unreleased Original Version - Different Verses)
3. I Predict a Riot (Live a Wembley) – 4:40 (Kaiser Chiefs)
4. Sound of the Underground – 3:35 (Miranda Cooper, Brian Higgins, Niara Scarlett, Xenomania) – (Previously Unreleased Extended Version For TV Appearances)
5. Loving Is Easy – 3:43 (Girls Aloud, Miranda Cooper, Brian Higgins, Nick Coler, Lisa Cowling, Shawn Lee) – (B-Side to Wake Me Up Picture Disc, Previously Unavailable on CD)
6. Singapore – 3:00 (Miranda Cooper, Brian Higgins, Lisa Cowling, Jon Shave) – (Previously Unreleased Extra Track from Chemistry album session)
7. Sacred Trust – 5:01 (Barry Gibb, Maurice Gibb, Robin Gibb) – (Previously Unreleased Version recorded during Popstars The Rivals)
8. Biology (live a Wembley) (Miranda Cooper, Brian Higgins, Tim Powell, Lisa Cowling, Giselle Sommerville) – Bonus track per iTunes

## Classifiche
| Classifica (2006)   | Posizione raggiunta |
| ------------------- | ------------------- |
| Regno Unito         | 1                   |
| Irlanda             | 9                   |
| Classifica mondiale | 21                  |